# Choren (katolikos Ormian)
Choren, nazwisko świeckie Muradbekian (ur. 8 grudnia 1873 w Tbilisi, zm. 6 kwietnia 1938 w Wagharszapacie) – biskup Apostolskiego Kościoła Ormiańskiego, Katolikos Wszystkich Ormian w latach 1932–1938.

## Życiorys
Został wybrany na Katolikosa Wszystkich Ormian w 1932. W okresie kierowania przez niego Apostolskim Kościołem Ormiańskim trwały prześladowania Kościoła przez władze radzieckie. Mimo tego Choren w 1935 zorganizował uroczystości z okazji 1500. rocznicy powstania przekładu Biblii na język ormiański, wydał również z tej okazji list pasterski, który odbił się szerokim echem wśród diaspory ormiańskiej. Kolejne posłanie Choren wydał 1 sierpnia 1937. Pisał w nim o potrzebie głębokich reform w Kościele Ormiańskim i zapowiadał ich wprowadzenie. Nie zdążył jednak podjąć w tym kierunku żadnych działań, gdyż w 1938 został zamordowany. Okoliczności tego wydarzenia nigdy nie zostały w pełni wyjaśnione; za najbardziej prawdopodobnych sprawców uważa się jednak NKWD. W okresie wielkiego terroru Kościół Ormiański w ZSRR został niemal całkowicie zniszczony: czynne pozostały nieliczne świątynie, większość duchownych zostało poddanych represjom. Władze radzieckie nie zgodziły się na wybór nowego katolikosa Ormian; nastąpiło to dopiero w 1942. Urząd objął wówczas Jerzy VI, którego Choren w 1937 desygnował na swojego zastępcę.
Został pochowany w Eczmiadzynie w pobliżu kompleksu katedralnego.